# سیارک ۱۲۶۱۰
سیارک ۱۲۶۱۰ (به انگلیسی: 12610 Hafez، نامگذاری:2551P-L) دوازده هزار و ششصد و دهمین سیارک کشف شده‌است که در ۲۴ سپتامبر ۱۹۶۰ کشف شد.